# 春川真央
春川真央（日語：春川 まお，1990年3月20日—），是日本神奈川縣出身的前寫真偶像、現AV女優 。

## 簡歷
- 2007年開始，就以名義從事寫真女星活動。
- 2009年10月，改名；12月，在SOD女子社員系列AV作品以名義演出。
- 2010年1月，正式在AV界出道；另以和田美幸名義演出SOD偽素人作品。
- 2011年5月，在自己網誌宣布引退。
- 2011年6月25日，移籍事務所，並改名涼川幸乃復出。
- 2012年4月23日離開事務所，之後又以化名姬乃真優[1]→真優寫網誌。
- 2013年1月，再度改名春川真央重新在KUKI出道。

## 外部連結
- http://ameblo.jp/sakura-beautydoll/ （页面存档备份，存于）
- http://kuki.jp/models/id5849/[ ] （页面存档备份，存于）